# Вега (футбольный клуб)
«Вега» — футбольный клуб из Одессы, основанный в 1912 году по личному поручительству секретаря Одесской футбольной лиги Джона Герда.
Учредители: английско-подданный Джон Джеймсович Герд, инженер-электрик Валентин Александрович Крыжановский и сын окончившего курс юридических наук Александр Габриэлевич Лившиц.
Состав комитета: председатель — Исаак Тарнополь, секретарь — Александр Лившиц.
Кружок культивировал футбол, хоккей, лаун-теннис, лапту, городки, лёгкую атлетику, гимнастические упражнения, коньки и лыжи.
Членами кружка могли быть все желающие, кроме несовершеннолетних учащихся средней и низшей школ, а также состоящих на действительной службе нижних чинов, юнкеров и профессионалов-футболистов, игравших за команду клуба в чемпионате ОФЛ.
В дебютном чемпионате Одессы команда заняла 5-е место, в ходе первенства сенсационно обыграв одного из фаворитов — «Спортинг-Клуб». Спустя год команда повторила результат: стала пятой в чемпионате и сотворила ещё одну сенсацию, обыграв «О. Б.А. К.», тем самым позволив «Ш. К.» впервые опередить англичан в итоговой турнирной таблице.
В сезоне-1913/14 «Вега» сменила статус неудобного середняка первенства на статус одного из претендентов на медали, два года подряд входила в тройку лучших команд ОФЛ, а в сезоне-1915/16 завоевала титул вице-чемпиона Одессы.
«Вега» является рекордсменом по количеству побед в 3-й категории Одесской футбольной лиги (4), что дало ей право получить Кубок Окша-Оржеховского в собственность.
Октябрьская революция и Гражданская война помешали «Веге» установить уникальное достижение — завоевать Кубок Джекобса, Кубок Герда и Кубок Окша-Оржеховского в течение одного сезона. Тем не менее, судьба вернула команде долг: в 1919 году «Вега» вошла в историю как первый чемпион советской Одессы.
Клуб прекратил существование в 30-е годы.

## Достижения
- Чемпион Одессы 1919
- Обладатель Щита А.А. Боханова 1915, 1916, 1917
- Обладатель Кубка Герда 1918
- Обладатель Кубка Окша-Оржеховского 1913, 1915, 1916, 1917

## Статистика выступлений

### Одесская футбольная лига
| Сезон   | Категория (лига) | И  | В  | Н | П | Мячи  | О  | Место | Трофей             |
| ------- | ---------------- | -- | -- | - | - | ----- | -- | ----- | ------------------ |
| 1911/12 | 1 категория      | 14 | 7  | 1 | 6 | 15-19 | 15 | 5     |                    |
| 1911/12 | 2 категория      | 10 | 5  | 0 | 5 | 12-12 | 10 | 3     |                    |
| 1912/13 | 1 категория      | 14 | 6  | 1 | 7 | 17-34 | 13 | 5     |                    |
| 1912/13 | 2 категория      | 14 | 7  | 2 | 5 | 23-28 | 16 | 3     |                    |
| 1912/13 | 3 категория      |    |    |   |   |       |    | 1     | Кубок Оржеховского |
| 1913/14 | 1 категория      | 14 | 7  | 3 | 4 | 25-16 | 17 | 3     |                    |
| 1913/14 | 2 категория      | 14 | 10 | 1 | 4 |       | 20 | 3     |                    |
| 1913/14 | 3 категория      | 10 | 6  | 1 | 3 |       | 13 | 3     |                    |
| 1914/15 | 1 категория      | 16 | 11 | 2 | 3 |       | 24 | 2     | Щит Боханова       |
| 1914/15 | 2 категория      | 16 |    |   |   |       |    | 6     |                    |
| 1914/15 | 3 категория      | 12 |    |   |   |       |    | 1     | Кубок Оржеховского |
| 1915/16 | 1 категория      | 10 | 5  | 3 | 2 | 19-16 | 13 | 2     | Щит Боханова       |
| 1915/16 | 2 категория      | 10 | 7  | 1 | 2 | 22-8  | 15 | 2     |                    |
| 1915/16 | 3 категория      | 6  | 6  | 0 | 0 | 14-5  | 12 | 1     | Кубок Оржеховского |
| 1916/17 | 1 категория      | 10 |    |   |   |       | 12 | 2     | Щит Боханова       |
| 1916/17 | 2 категория      | 10 |    |   |   |       | 10 | 2     |                    |
| 1916/17 | 3 категория      | 6  | 6  | 0 | 0 |       | 12 | 1     | Кубок Оржеховского |
| 1917/18 | 1 категория      | 3  | 1  | 1 | 1 | 5-3   | 3  | 2     | сезон недоигран    |
| 1917/18 | 2 категория      | 3  | 3  | 0 | 0 | 10-2  | 6  | 1     | сыгран 1 круг      |
| 1917/18 | 3 категория      | 3  | 2  | 1 | 0 | 9-1   | 5  | 1     | сыгран 1 круг      |
| 1918/19 | 1 категория      |    |    |   |   |       |    | 1     | Кубок Джекобса     |

- «Вега» в 1918 году